# زیگفرید لیندبری
زیگفرید لیندبری (سوئدی: Sigfrid Lindberg؛ ۲۵ مارس ۱۸۹۷ – ۴ ژانویه ۱۹۷۷) بازیکن فوتبال اهل سوئد بود.

## باشگاهی
از باشگاه‌هایی که در آن بازی کرده‌است می‌توان به باشگاه فوتبال هلسینگبورگس اشاره کرد.

## افتخارات
وی در بازی‌های المپیک تابستانی ۱۹۲۴ برندهٔ مدال برنز شده‌است.